# Datex II
Datex II hoặc Datex2 là một tiêu chuẩn trao đổi dữ liệu nhằm trao đổi thông tin giao thông giữa các trung tâm quản lý giao thông, nhà cung cấp dịch vụ giao thông, nhà điều hành giao thông và đối tác truyền thông. Nó bao gồm ví dụ về các sự cố hoặc tai nạn giao thông, công trường đường hiện tại và các sự kiện liên quan đến giao thông đặc biệt khác. Những dữ liệu này được trình bày dưới dạng định dạng XML và được mô hình hóa bằng UML. Tiêu chuẩn này được phát triển bởi cơ quan kỹ thuật Hệ thống Vận chuyển Thông minh Intelligent transport systems (CEN/TC 278) của Ủy ban Tiêu chuẩn Châu Âu.
Tiêu chuẩn bao gồm 12 phần:
1. Bối cảnh và khung việc
2. Tham chiếu vị trí
3. Ban hành tình huống
4. Ban hành Biển báo Thông báo Biến thiên (VMS)
5. Ban hành Dữ liệu Đo lường và Phân tích
6. Ban hành Bãi đỗ xe
7. Các yếu tố dữ liệu chung
8. Ban hành quản lý giao thông và các tiện ích mở rộng dành cho môi trường đô thị
9. Ban hành quản lý tín hiệu giao thông dành riêng cho môi trường đô thị
10. Cơ sở hạ tầng năng lượng
11. Ban hành quy định giao thông mà máy móc có thể đọc được
12. Ban hành liên quan đến cơ sở vật chất